# Гърми дол
Гръми дол са имената на две местности в района на община Копривщица. Първата местност с Гърмидолската река е отстояща приблизително на три – четири километра от град Копривщица по пътя за София, по поречието на река Тополница. Втората река Гърми дол са намира на запад от река Скумсале. Наименованието на доловете произлиза от честите прояви на атмосферните явления по време на буря.
В Гърми дол (посока София), наричан още Градището, се намират останки от Средновековна крепост, строена за защита на вече заселеното от копривщенци горно поречие на Тополница от набезите на друговерците през XIII – XV век и съществувала до XVI век.
Крепостта, разкрита при иманярски набези, е строена грубо от ломен камък с глинена смес, като само външните фуги са запълнени с варов разтвор. Над стария коларски път, водещ за Душанци, Пирдоп и Златица, крепостта е построена на малко плато, чиито контури следват бранителните зидове. Населението на крепостта е било значително и се е състояло от охранителните отряди и техните семейства. То е преживявало от скотовъдство и земеделие. По средата на охраняемото пространство още личат следите от малка еднокорабна църква, задоволяваща духовните потребности на населението.
В началото на местността е изграден паметник на Марин Тодоров – от Челопеч. Направен в памет на един от първите партизани, който загинал на това место в сражение с полицията на 22 февруари 1942 г. Представлява постамент и гранитна плоча с размери 60/40/25 см. и е открит през 1968 г.
Всички селищни и надгробни могили и средновековни отбранителни валове са обявени за паметници на културата в категория „С Национално значение“. Разпореждане на МС № 1711 от 22 ноември 1962 г.